# Sint-Remigiuskerk (Waltwilder)

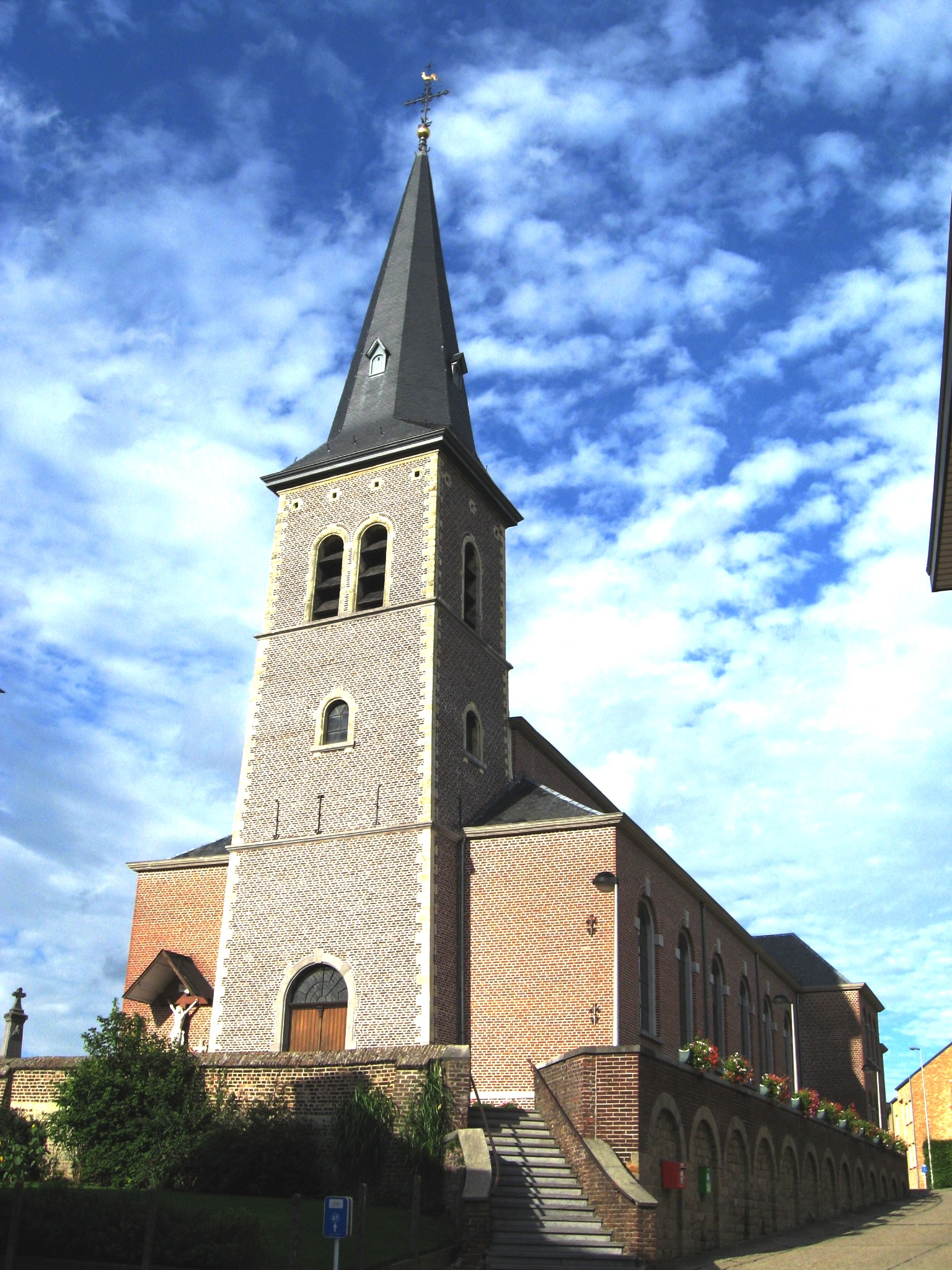
Sint-Remigiuskerk

De Sint-Remigiuskerk is de parochiekerk van Waltwilder, gelegen aan de kerktorenstraat.
Hoewel de parochie gesticht is door de Abdij van Munsterbilzen en al heel oud is, dateert de huidige parochiekerk van 1862. Een document uit 1301 getuigt reeds van een pastoor in Waltwilder. Het is een neoclassicistische bakstenen pseudobasiliek met een ingebouwde toren, welke in 1910 nog werd verhoogd naar ontwerp van Hyacinth Martens. Mogelijk werd toen ook het transept aangebracht. In 1940 werd de kerk door oorlogsgeweld zwaar beschadigd, maar nog tijdens de oorlogsjaren hersteld.
Merkwaardig is dat deze kerk zich op een kunstmatige verhoging bevindt.
Het interieur wordt overdekt door een tongewelf.

## Meubilair
De kerk bezit een beeld van Maria met Kind en wereldbol in gepolychromeerd hout van eind 17e eeuw. In de doopkapel bevindt zich een portiekaltaar uit ongeveer 1700 en het tabernakel is 17e-eeuws. De orgelkast dateert uit 1865, en ook het hoofdaltaar, het zijaltaar, de preekstoel en de biechtstoelen stammen uit die tijd.
Op de begraafplaats bevinden zich enkele 17e-eeuwse grafstenen.